# AI: ソムニウム ファイル
『AI: ソムニウム ファイル』（アイ： ソムニウム ファイル、AI:THE SOMNIUM FILES）は、スパイク・チュンソフトより2019年9月19日に発売されたゲームソフト。

## 概要
『infinityシリーズ』や『極限脱出シリーズ』を手掛けた打越鋼太郎がシナリオ、コザキユースケがキャラクターデザインを担当している。警察官の主人公がAIの相棒と共に猟奇殺人事件の真相を暴くべく捜査に乗り出す。「ソムニウム(SOMNIUM)」とは、ラテン語で「夢」を意味し、そのタイトルの通り現実の捜査のみならず登場人物の「夢」をも探索して事件の手掛かりを探っていく。
キャラクターは全て3DCGで描かれるが、18才以上のみ対象だけあって猟奇殺人などの過激な残酷描写が存在する。一方、シリアスなストーリーの中にギャグ、パロディ、下ネタなど笑いの要素が多数盛り込まれているのも特徴である。
2019年7月25日発売予定としていたが、品質向上のため9月19日発売に延期となり発売された。
2021年9月30日、東京ゲームショウ2021において、Xbox One、Xbox Series X/S、PC（Microsoftストア）版を配信すると発表し、同日配信された。
2022年には続編『AI: ソムニウム ファイル ニルヴァーナ イニシアチブ』が発売。かつて打越と共に『infinityシリーズ』を手掛けた中澤工もシナリオに携わっている。CEROレーティングは「C」となり、過激な残酷描写が存在していない。
2025年3月27日に配信されたNintendo Directにてシリーズのスピンオフ作品『伊達鍵は眠らない - From AI:ソムニウムファイル』の発売が2025年7月25日に決定したことが発表された。本作の直後のストーリーが展開される。監督・脚本はスパイク・チュンソフトの山田和也に交代し、打越はシナリオ監修として携わる。

### シナリオ構成
極限脱出シリーズ同様、本作のストーリーはプレイヤーの選択（ソムニウムパートの解決方法）で様々なルートに枝分かれしていく。ルートによってはストーリーの途中でシナリオロックが掛かり、別のルートを攻略しなければ進行不可になる場合もある。これも過去に打越が手掛けた作品と同様、1つのルートでは断片的な真実しか分からないばかりか、クリアすることによって却って謎が深まっていく。
序盤のソムニウムパートによって物語は大きく展開の異なる2つのルートに分岐し、そこから「応太編」「みずき編」「イリス編」「全滅編」「解決編」の個別ルートへと分岐していく。事件の真相に迫る「全滅編」と「解決編」はシナリオロックが施されており、条件を満たさなければ最後までプレイできない。最後に解禁される「解決編」にて物語は真の完結を迎える。

## ゲーム内容
本作は主に2つのパートに分けられる。

### 捜査パート
主人公・伊達の視点で事件の捜査や推理を行うパート。カーソルを操作して画面内のオブジェクトを調べたり、登場人物との会話でストーリーを進行させる。また、伊達の義眼でもあるアイボゥの能力により、ズーム、X線、サーモグラフィーと言った機能を使用する場合もある。移動は必要に応じて可能になり、現状で全く無関係の場所に行くことは出来ない。
取り調べ
関係者に対し、捜査で見つけた証拠を突きつけて追求するパート。各証拠は突きつける前に詳細を聞くことも可能。正解しない限り進まないため、ゲームオーバーにはならない。
クイックタイムイベント
主に戦闘シーンなどで、画面に表示されるボタンを制限時間以内に入力、もしくは連打し、危機を突破する。銃撃の際には照準をターゲットに合わせて狙いを定め、引き金を引く。失敗するとゲームオーバー。

### ソムニウムパート
重要参考人の夢の世界に入り込み、事件の手掛かりを探るパート。このパートでは擬人化したアイボゥを直接操作し、各オブジェクトに干渉してクリア目標の達成を目指す（一部、アイボゥ以外を操作する事もある）。当事者の記憶や印象から形成された世界であり、現実の光景をそのまま再現しているとは限らないため、この世界で見聞きした事象それ自体は証拠にはならない。しかし当人が経験した事象しか反映されない（つまり夢で起きた事は現実においても何かしらの意味がある）ため、その記憶から重要な手掛かりを得られる可能性が高い。現実の法則が全く通用しない世界になっており、オブジェクトにアクションを取った結果、何が起こるかは実際にやってみなければ分からない。
制限時間
夢世界に留まれるのは6分間のみであり、それを超過するとゲームオーバーとなる。リアルタイムでカウントダウンが進むのはアイボゥを移動させている時のみで、立ち止まっている間はおよそ100分の1まで時間の進みが遅くなる他、イベント中も時が止まる。しかし、後述する選択肢によるカウントの減少が存在するため、残り時間に気を配る必要がある点に変わりはない。
メンタルロック
対象者の手がかりを思い出すための障害。各夢世界に複数存在し、これを解除していくことで深層意識の奥へと進んでいく。各メンタルロックの解除には抽象的なヒントが表示されるが、実際に解除する方法はプレイヤーが手探りで見つけ出すことになる。メンタルロックを解除するとチェックポイントがセーブされる。
メンタルロックを解除した時点のチェックポイントからリトライも可能だが、リトライは3カウント分までしか出来ない。1つ前のポイントに戻るには1カウント、2つ前のポイントに戻るには2カウント消費する。カウントはソムニウムパートを最初からリスタートした際に回復する。
選択肢
夢世界にある特定のオブジェクトは、調べると選択肢が表示され、アイボゥにアクションを起こさせることができる。実行すると、結果の如何に関わらずアクション毎に定められた制限時間を消費する。消費時間は選択肢によって大きく異なり、10秒以内の時もあれば、100秒以上も一気に消費してしまう場合や、Timie無しで選べば即時間切れになるものもある。最後の選択肢で正解を選んだ場合のみ、それで制限時間が無くなってもクリア扱いになる。しかし1秒以上残してクリアすればアルバム（おまけ画像）を獲得する事ができるので、コンプリートを目指すなら制限時間を切らさないようにクリアする戦略性も求められる。
Timie（タイミー）
アクション実行時の消費時間を軽減するアイテム。選択肢を選ぶとそれに応じたTimieを入手する。使うと消費する。使用は任意だが、3つまでしか所持できず、4つ以上入手すると古いものから自動的に捨てられるため、積極的に使うことが望ましい。消費時間を「n分の1にする」「固定の数値にする」など、種類に応じて効果は異なる。
悪性Timie
Timieとは逆に消費時間が増加するデメリットアイテム。赤い髑髏マークで表示され、これを入手してしまうと次のアクションで強制的に使用される。
分岐
ソムニウムパートによっては解決方法が2つ存在し、どちらの方法を取ったかでソムニウムパートの結果が変化する。それに応じて得る手掛かりが違うものになり、以降の主人公の捜査方針（＝ストーリー展開）が分岐していく。本作は捜査パートでの選択肢などでは分岐は起こらず、ソムニウムパートの解決方法によってのみストーリーのルートが分岐していく。
隠しアイテム
眼球を模したアイテムで、各ソムニウムパートには必ず一つずつ存在する。入手するとアルバムが追加される。

## あらすじ
ナノマシンや自我を持つAIが開発され始めた近未来。
廃園となった遊園地「ブルームパーク」のメリーゴーランドで、左目をくり抜かれた女性の死体が発見された。現場に向かった警察の特殊捜査官・伊達は、それが親友の元妻であることに気付く。さらに、被害者の娘であり、伊達と同居している少女・みずきが、血の付いたアイスピックを握りしめて現場に隠れているところを発見する。真実を確かめるため、伊達は自我を対象者の中に侵入させ記憶を探る「Psync装置」を使い、みずきの夢に手がかりを求めて潜り込むが、それは事件の始まりに過ぎなかった。

## 登場人物

### ABIS
伊達 鍵（だて かなめ）
声：新垣樽助
このゲームの主人公。警視庁特殊捜査班「先進式人脳捜査部隊」(ABIS (アビス) / Advanced Brain Investigation Squad)に所属する警察官。30歳。6年前に配属される以前の記憶を喪失している。Psync（シンク）装置を用いて対象者の夢に入り込むPsyncer（シンカー）の才能を持ち、捜査に活用している。身体能力も高い。普段はクールに振る舞うが、突如としてボケや下ネタに走るなどのコメディリリーフの面も持つ。
エロ本に関することになると、反応速度が通常の3.6倍になる。これは作中の世界ではエロ本が規制されているため、現実よりも入手が厳しいため。
『伊達鍵は眠らない』では再び主人公となる。
アイボゥ
声：鬼頭明里
高度なAIを搭載した義眼。正式名称は「AI-Ball」。伊達の左目に常駐しており、相棒として伊達を導いている。義眼としてズーム機能・サーモグラフ機能・X線機能などを有している。さらに、ネットワークに接続して調べ物や電話、ハッキングなどを行うことも可能。冷静で理知的な口調とは裏腹にAIらしからぬ感情表現豊かな側面もあり、伊達と漫才のような掛け合いを繰り広げたりソムニウム世界で見当違いのコントを行う事もしばしば。
現実では単眼のハムスターのような姿を取るが、ソムニウム世界では髪の長い女性の姿として現れる。これはアイボゥ曰く、伊達の好みの女性の姿を模してアイボゥ自身が最近制作したもの（伊達は好みではないと否定している）。
ボス
声：甲斐田裕子
「ABIS」の指揮官を務めている女性。本名は暮主 静枝（くらぬし しずえ）。42歳。殺風景だからという理由で、自身の執務室をクリスマスツリーや大漁旗など、とりとめもないもので大量に飾り付けている。性格は基本的に楽観的で、あっけらかんとしている。
現在のデザインは初期案から作り直したものであり、当初のデザインは殺人事件の被害者として登場している。
ピュータ
声：後藤ヒロキ
「ABIS」のエンジニアを務める男性。本名は天乃間 風太（あまのま ふうた）。36歳。Psync装置の制御・メンテナンスが主な仕事。また、アイボゥを開発・製作した張本人である。

### 事件関係者
左岸 イリス（さがん イリス）
声：白城なお
本作のメインヒロイン。「レムニスケイト」に所属するネットアイドル。18歳。「A-set」という名前で活動しており、ファンからは「あせとんちゃん」という愛称で親しまれている。レムニスケイトを訪れた伊達に同行したいという理由で、半ば脅迫めいたことをするなど大胆な性格。ある病に侵されており、言動や行動にやや不可解な点が見られる。
公式YouTubeチャンネル「Japan Lemniscate」では、イリスが「A-set」としてYouTuber風にゲームを紹介する動画などがアップロードされている。
『伊達鍵は眠らない』では操作キャラクターの一人となる。
沖浦 みずき（おきうら みずき）
声：黒沢ともよ
硝子の娘。12歳。4年前から伊達に引き取られて暮らしている。硝子の遺体の第一発見者で、事件のショックから一時的に失声症を患う。本来の性格は大人びていて皮肉屋。
格闘の腕は一流だがその理由として、作中で語られた「祖父は少年時代までイルカに育てられたことで超人的肉体を持っていた」という伝説が事実であり、その力を隔世遺伝で受け継いでいるためと打越は語っている。
『AI: ソムニウム ファイル ニルヴァーナ イニシアチブ』では主人公の1人となる。
真津下 応太（まつした おうた）
声：藤原夏海
A-setの大ファン。24歳。イリスと個人的に親しくしているが、本人曰く「女神と召喚獣の関係」。また、イリスの友人であるみずきとも仲が良い。ライトノベル作家を目指しており、原稿をみずきに読んでもらいアドバイスを受けるなどしている。しかし、作品を最後まで書き上げたことは一度もない。
灘海 硝子（なだみ しょうこ）
声：小林ゆう
ブルームパークで死体となって発見された女性。享年36歳。投資会社の代表を務めていた。4年前に離婚している。
沖浦 連珠（おきうら れんじゅ）
声：浜田賢二
芸能事務所「レムニスケイト」の社長。37歳。硝子の元夫であり、みずきの実の父親。伊達とは親友の関係にあり、みずきの子育てを任せる。硝子の殺害事件後、行方をくらませてしまう。
秋葉原のメイドカフェ「サンフィッシュポケット」のオーナーでもある。
左岸 瞳（さがん ひとみ）
声：大原さやか
イリスの母親で、小学校教師。37歳。未婚の母で夫はいないが、イリスとの仲は良好。沖浦とは高校時代の同級生。過去に巻き込まれた事件が原因で、右手に障害を負っている。
当初はメインヒロインとなるはずだったが、コザキから上がって来たイリスのデザインを見た打越が方針を変えたため、変更となった。
真津下 まゆみ（まつした まゆみ）
声：沢田敏子
応太の母親。54歳。30年以上前に、夫と共に「真津下食堂」を開業。花柄のものが好きで、応太が母の日に贈った花柄の包丁を愛用している。イリスのことを応太を誑かす「魔女」と呼び、快く思っていない。
熊倉 猛馬（くまくら もうま）
声：高木渉
暴力団「熊倉組」の組長。48歳。6年前に実兄である熊倉狼範（くまくら ろうはん、声：江川大輔）から組長の座を引き継いだ。A-setの隠れファン。
世島 綜（せじま そう）
声：楠見尚己
国会議員。60歳。麻布に自宅を構える。事件直後に硝子の携帯電話に連絡しているなどの怪しい素振りを見せるが、事件への関与は否定している。
ママ
声：三宅健太
黄金横丁のスナック「マーブル」の店主。本名は大石 理（おおいし おさむ）。36歳。いわゆるおかまキャラで、伊達と沖浦は常連客として気が置けない仲。裏社会の情報屋としても活動している。
89号（はちじゅうきゅうごう）

府中刑務所に無期懲役で服役している受刑者。本名・年齢・国籍すべて不明で、89号は刑務所での呼称番号。硝子殺しの犯人を知っていると警察にタレ込み、司法取引を持ち掛けてくる。

## 評価
Metacriticの集計はSwitch版が86/100、PS4版が78/100であった。ストーリーは賞賛され、夢世界の独創性やキャラクターデザインも好評を博した。Eurogamerは「ビジュアルノベル初心者から、打越作品や同ジャンルのファン、インタラクティブなストーリーを求めている人まで、幅広くおすすめできる作品」と評している。ファミ通では「『ZERO ESCAPE』（極限脱出）シリーズ以上に、他人に勧めやすいタイトル」と紹介している。ファミ通・電撃ゲームアワード2019では「ベストアドベンチャー」にノミネートされた。
日本における初週セールスはPS4版は2,267本、Switch版は1,767本と振るわなかったが、PC版はSteamでその月のベストセラーの新作の一つとなった。